# Quercus shennongii
Quercus shennongii är en bokväxtart som beskrevs av Cheng Chiu Huang och S.H.Fu. Quercus shennongii ingår i släktet ekar, och familjen bokväxter. Inga underarter finns listade i Catalogue of Life.